# Aeroporto Internacional de Bălți-Leadoveni
O Aeroporto Internacional Bălți-Leadoveni (romeno: Aeroportul Internațional Bălți, russo: Международный Аэропорт Бельцы-Лядовены) ((IATA: BZY, ICAO: LUBL) WMO: 33745) (em romeno: Aeroportul Internațional Bălți-Leadoveni), tradicionalmente chamado de Aeroportul Bălți-Leadoveni, é o segundo aeroporto civil internacional da República da Moldávia e um dos dois principais aeroportos de Bălți, servindo a cidade de Bălți e o norte da Moldávia para passageiros civis e carga, voos regulares e charter. O Aeroporto Internacional de Bălți-Leadoveni foi inaugurado em 1987 para substituir o Aeroporto da Bălți-Cidade de, principalmente em rotas internacionais, e para facilitar o tráfego aéreo para o Aeroporto Internacional de Quixinau.
O Aeroporto Internacional de Bălți funciona 24 horas por dia, 7 dias por semana, durante todo o ano e está localizado fora dos limites da cidade de Bălți, em Corlăteni, no Rîşcani (condado), a cerca de 15 km a norte do centro da cidade de Bălți (a 8 km da fronteira norte do distrito “Dacia”, também conhecido como “BAM”), com acesso direto à estrada europeia 583/estrada publica expressa M5 e à estrada republicana R12. A localização da pista do Aeroporto Internacional de Bălți é a mais favorável em relação aos aeroportos e pistas de pouso da região (ou seja, em relação ao Aeroporto de Quixinau e à base aérea militar de Marculești), o que garante a operação contínua do Aeroporto Internacional de Bălţi sem os longos fechamentos que podem durar vários dias no Aeroporto de Quixinau e na base aérea militar de Marculești.
Desde a sua inauguração, o aeroporto tem servido como um centro de aviação para a subsidiária moldava da Aeroflot e mais tarde para a Air Moldova, e como a principal base para a Moldaeroservice. Na história da aviação civil na República da Moldávia, os voos regulares com aeronaves Tupolev Tu-134 operaram apenas a partir do Aeroporto Internacional de Quixinau e do Aeroporto Internacional de Bălţi. O substrato da pista do Aeroporto Internacional de Bălţi-Leadoveni é o mais resistente (“A”) em comparação com as pistas dos aeroportos da região, nomeadamente os aeroportos de Quixinau, Cahul, Iași e o aeródromo de Mărculești.
O aeroporto foi certificado e aberto ao tráfego de passageiros e carga desde 1987, quando a pista de concreto do novo Aeroporto Bălţi Leadoveni se tornou operacional, ofereceu voos regulares de passageiros conectando Bălţi com 14 cidades da ex-URSS, usando An-24, Tupolev Tu-134 e Let L-410 Turbolet aeronaves até 1993. Nos últimos anos, o aeroporto tem sido usado principalmente para voos domésticos e ocasionalmente para voos internacionais. O aeroporto também foi usado para voos internacionais.
O segundo aeroporto de Bălţi é o primeiro aeroporto histórico de Bălţi com voos regulares, o Aeroporto de Bălţi-Ciudade, localizado no extremo leste da área urbana de Bălţi, perto do distrito de “Autogara (estação de autocarros)” e utilizado como aeroporto regional para serviços de resgate aéreo, agricultura, trabalho de aviação e transporte regional após a entrada em funcionamento do Aeroporto Internacional de Bălţi-Leadoveni nos seus últimos anos de operação (final da década de 1980).